# Petit-duc d'Enggano
Otus enganensis
Espèce
Synonymes
- Otus umbra enganensis Riley, 1927
(protonyme)

Statut de conservation UICN

 LC  : Préoccupation mineure
Statut CITES
Le Petit-duc d'Enggano (Otus enganensis) est une espèce d'oiseaux de la famille des Strigidae.

## Répartition
Cette espèce est endémique de l'île d'Enggano (Indonésie).